# Sachsenhymne
De Sachsenhymne is het volkslied van het voormalige koninkrijk Saksen.
 De hymne  stamt uit 1890. De tekst is van Maximilian Hallbauer en de melodie van Julius Otto.
Sachsenhymne
Gott sei mit dir mein Sachsenland,
blüh' frei und fröhlich fort!
Ein frommes Herz und fleiß'ge Hand!
das sei mein Losungswort!
Hell leuchte deiner Tugend Glanz,
du edle Perl' im deutschen Kranz.
Glück auf, Glück auf,
Glück auf, Glück auf,
Glück auf, Glück auf, mein Sachsenland
Wohl bist an Schätzen reich du nichts,
bist klein und eng umgrenzt,
doch deine Kraft, die ist das Licht,
das Hütt' und Thron umglänzt,
Laut töne deiner Weisheit Ruhm,
du Säul' im deutschen Heiligtum.
Glück auf, Glück auf,
Glück auf, Glück auf,
Glück auf, Glück auf, mein Sachsenland
In Sturm und Not auch lock're nicht
das alte heil'ge Band
das deutscher Sinn für Rechts und Pflicht
um Volk und Herrscher wand!
Gesund sein Stamm und Krone dein,
du starker Baum im deutschen Hain
Glück auf, Glück auf,
Glück auf, Glück auf,
Glück auf, Glück auf, mein Sachsenland